# Bangkat Monteh
Bangkat Monteh is een bestuurslaag in het regentschap Sumbawa Barat van de provincie West-Nusa Tenggara, Indonesië. Bangkat Monteh telt 1402 inwoners (volkstelling 2010).